# Bröderna Dalton

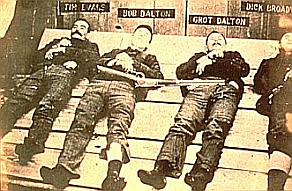
Bröderna Dalton.

Bröderna Dalton var en liga som rånade tåg och banker i USA under slutet på 1800-talet. De flesta ligamedlemmarna dog 1892 i Coffeyville, Montgomery County, Kansas, när de försökte råna två banker. De tog 25 000 dollar på tolv minuter men blev tvungna att skjuta sig ut. Den enda överlevande från Coffeyville var Emmett Dalton som dömdes till 14 års fängelse. Han blev för övrigt laglydig och släppte böcker samt gjorde film om sitt liv med The Dalton Gang.

## Familjen Dalton
Familjen Dalton var en stor familj med femton barn, varav tretton nådde vuxen ålder. Fadern var saloonägaren Lewis Dalton och modern var Adeline Younger, faster till Jesse James medbrottslingar, bröderna Cole och Jim Younger.
Bröderna Frank, Grat, Bob och Emmett Dalton började alla som mycket laglydiga. Frank, som var äldst, var sheriff och hans yngre bröder såg upp till honom. Efter Franks död, 1887, sökte sig bröderna även de till rättsväsendet. 1890 började bröderna dock begå brottslighet vid sidan av. Bob anklagades för att ha sålt alkohol till indianerna (men fälldes aldrig) och Grat fälldes för en häststöld.

## Ligan bildas
Det var Bob och Emmett som först startade ligan, Bob rekryterade George "Bitter Creek" Newcomb, Charley Pierce och "Blackfaced Charlie" Bryan. Senare gick även bröderna Jack och Grat Dalton med i bandet tillsammans med Bill Doolin, Dick Broadwell och Bill Powers. De första åren ägnade sig ligan nästan uteslutande åt tågrån. Vid ett tillfälle arresterades Grat, men lyckades fly igenom ett tågfönster under transporten till fängelset.
Bob Dalton tröttnade så småningom på tågrånen. Han ville utföra något som folk skulle minnas honom för. Bob ska ha uttryckt att han ville "beat anything Jesse James ever did". Detta resulterade i planeringen av två bankrån som skulle utföras samtidigt, dessutom mitt på ljusa dagen.

## Daltons sista rån
Den 5 oktober 1892 planerade Dalton-ligan att råna två banker i Coffeyville i Kansas. Fem förklädda ligamedlemmar red in i Coffeyville den dagen: Grat Dalton, Bob Dalton, Emmett Dalton, Dick Broadwell och Bill Powers. Bob var som vanligt den som hade tagit befälet. Medlemmarna var förklädda när de klev in på bankerna, men de hade redan blivit igenkända av stadens innevånare. Flera stadsbor beväpnade sig och väntade utanför på rånarna. Skottlossning utbröt och Grat Dalton, Bob Dalton, Dick Broadwell och Bill Powers dödades; Emmett Dalton träffades av 23 skott men överlevde. Emmett dömdes till livstids fängelse men slapp ut efter fjorton år. Bill Doolin som av någon anledning inte var med vid rånet bildade senare en egen liga tillsammans med den äldre Dalton-brodern, Bill Dalton.

## Ligans medlemmar[2]
- Emmett "Em" Dalton (3 maj 1871 - 13 juli 1937)
- Gratton "Grat" Dalton (30 mars 1861 - 5 oktober 1892)
- Robert "Bob" Renick Dalton (13 maj 1869 - 5 oktober 1892)
- Richard "Dick" Latham Broadwell (1873 - 5 oktober 1892)
- Bill Powers (?- 5 oktober 1892).
- Bill Doolin (1858 – 24 augusti 1896)

### Övriga syskon
- Charles Benjamin "Ben" Dalton (1852 - 1936)
- Henry Coleman "Cole" Dalton (1853 - 1920)
- Littleton "Lit" Dalton (2 oktober 1857 - 2 januari 1942), sålde sin historia om Dalton-ligan till historikern Frank Latta[3].
- Franklin "Frank" Dalton (1859 - 27 november 1887), blev sheriff 1884 och dog i tjänsten när han försökte infånga whiskeysmugglare.
- Mason Frakes "Bill" Dalton (1863 - 8 juni 1894), deltog inte i ligan, men lät gärna sitt hem bli en tillflyktsort för de kriminella bröderna. Han bytte senare namn till William Marion och startade en liga med Bill Doolin.
- Eva May Dalton (1867 - 1939)
- Leona Randolph Dalton (1875 - 1964)
- Nancy Dalton (1876 - 1901)
- Simon Noel Dalton (1878 - 1928)

## Daltons på film och i serier
Brödernas öde har visats på vita duken i flera versioner. Emmetts biografi When the Daltons Rode blev film 1941 med Randolph Scott i en av huvudrollerna. I Jesse James vs. the Daltons från 1954 spelade James Griffith, William Tannen, William Phipps och John Cliff bröderna. 
I Lucky Luke-albumet Kusinerna Dalton är det verklighetens Daltongäng som gestaltas. I de senare albumena heter skurkarna visserligen också Bröderna Dalton, men påstås där vara kusiner till de historiska brottslingarna.